# New Times
New Times è il sesto album discografico in studio dei Violent Femmes, pubblicato nel 1994. A questo album non partecipa il batterista e cantante Victor DeLorenzo, sostituito da Guy Hoffman (con Gano alla voce).

## Tracce
1. Don't Start Me on the Liquor – 4:08
2. New Times – 4:07
3. Breakin' Up – 4:00
4. Key of 2 – 3:31
5. 4 Seasons – 3:06
6. Machine – 4:39
7. I'm Nothing – 2:35
8. When Everybody's Happy – 3:35
9. Agamemnon – 2:56
10. This Island Life – 5:31
11. I Saw You in the Crowd – 4:07
12. Mirror Mirror (I See a Damsel) – 4:30
13. Jesus of Rio – 3:35

## Formazione
- Gordon Gano - voce, chitarre, violino, organo, baglama
- Brian Ritchie - basso, chitarra elettrica, piano, sitar, flauto, theremin, tastiere, elettronica, voce
- Guy Hoffman - batteria, percussioni, altri strumenti
- Luisa Mann - voce